# Carlos Randazzo
Carlos Randazzo (Dock Sud, Buenos Aires, 5 de junio de 1959) es un exjugador de fútbol argentino que actuaba en la posición de delantero. Su carrera como profesional fue breve, pero incluyó pasos por Boca Juniors, River Plate y Racing Club, tres clubes de los cinco grandes del fútbol argentino. Representó a su país en el Torneo Preolímpico Sudamericano de 1980.

## Trayectoria
Surgido de las divisiones inferiores de Boca Juniors, hizo su debut profesional en septiembre de 1978 en un partido ante San Lorenzo de Almagro.
En 1981 fue transferido a Argentinos Juniors como parte del acuerdo entre ese club y Boca Juniors para contratar a Diego Maradona. Jugó solamente el Torneo Metropolitano 1981 con su nuevo equipo y luego pasó a las filas de Racing Club.
Randazzo fue fichado por River Plate en 1982 para actuar en el campeonato local y en la Copa Libertadores de ese año. Tras esa experiencia, regresó a Boca Juniors a comienzos de 1983, convirtiéndose así en el primer jugador en la historia que, habiendo surgido de Boca, pudo regresar al club luego de haber jugado para su archirrival River.
Su segundo ciclo como profesional en Boca Juniors llegó a su fin en 1984, cuando fue transferido al Guaraní Antonio Franco como refuerzo para disputar el Torneo Regional 1984-85. Tras ganar el acceso al Campeonato Nacional 1985, Randazzo abandonó a los misioneros y se unió a Defensa y Justicia para afrontar el Campeonato de Primera División C 1985. Sin embargo, pese a que esa temporada su equipo se consagraría campeón, el delantero fue desvinculado del plantel en el mes de abril luego de protagonizar un incidente policial por tenencia de estupefacientes. Ese episodio terminaría por adelantar el retiro de Randazzo como deportista profesional. En 1994 volvió a jugar oficialmente en Barracas Central en Primera C.

## Selección nacional
Integró la escuadra juvenil que ganó el Torneo Preolímpico Sudamericano de 1980, sin embargo no estuvo presente en los Juegos Olímpicos de Moscú de 1980 debido a que los argentinos se sumaron al boicot internacional contra la URSS.
Junto con los hermanos Diego Maradona y Raúl Maradona, formó parte de la selección de fútbol rápido de Argentina que disputó la Copa Mundial de Fútbol Rápido de 1994 y la Copa de las Américas de 1995.

## Clubes
| Club                   | País      | Año       |
| ---------------------- | --------- | --------- |
| Boca Juniors           | Argentina | 1978-1980 |
| Argentinos Juniors     | Argentina | 1981      |
| Racing Club            | Argentina | 1981      |
| River Plate            | Argentina | 1982      |
| Boca Juniors           | Argentina | 1983-1984 |
| Guaraní Antonio Franco | Argentina | 1984-1985 |
| Defensa y Justicia     | Argentina | 1985      |
| Barracas Central       | Argentina | 1994      |

## Vida privada
Randazzo fue amigo íntimo de Diego Maradona y de Guillermo Coppola.
En 1992 estuvo involucrado en el homicidio de un empresario argentino, motivo por el cual estuvo prófugo varios meses hasta ser detenido a comienzos de 1993, quedando encarcelado por 11 meses. En 2005 volvió a vivir una temporada de 12 meses en la cárcel, luego de que lo detuvieran por una investigación sobre venta de drogas ilegales en Neuquén. En ambos casos dejó la prisión sin ser condenado. 